# Château de Calmels
Pour les articles homonymes, voir Calmels.
Le château des Calmels ou de Calmel, est un château situé à Lacaune, dans le Tarn (France).
Reconstruit au XIXe siècle par la famille de Naurois, l'édifice d'architecture gothique actuel prend racine sur un édifice médiéval. D'anciennes fenêtres à meneaux du XVe siècle sont entreposées au château, et inscrites au titre des monuments historiques depuis 1927.

## Historique

### Origine
Le château primitif des Calmels est un château-fort, sûrement construit au cours du Moyen Âge central.

### La famille de Calmels
Au XVIe siècle, il est remplacé par un nouveau bâtiment, qui sert de résidence de chasse à la famille de Calmels. C'est à cette époque que la tour-silo de Calmels, aujourd'hui classée, est édifiée, comme manège pour le dressage des chevaux.

### La famille de Naurois
La famille (Jacobé) de Naurois émigre dans le Tarn après 1797, lorsque l'officier Gérard-Marie Jacobé de Naurois, fils unique du député Claude-Louis Jacobé de Naurois, se marie avec Marie de Solages. Leur fils, le comte Gabriel-Paulin Jacobé de Naurois, lors de son mariage avec Marie-Louise de Cluzel, hérite du château de Calmels. En effet, sa femme est la dernière héritière de sa famille, dont les membres étaient seigneurs de Calmels, mais aussi de Lestiès.
Le comte de Naurois fait alors reconstruire le château dans son état actuel. Nous sommes au XIXe siècle. Son fils, Ludovic de Naurois, maire indissociable de l'histoire de Lacaune conserve le château jusque durant la Première Guerre mondiale, lorsque n'ayant plus les moyens de l'entretenir, il est dans l'obligation de le vendre. Au début des années 40, son fils, Étienne de Naurois, riche industriel bordelais, parvient à le faire entrer dans son patrimoine, et s'en sert de résidence d'été.

### Aujourd'hui
La commune de Lacaune se porte acquéreur de l'édifice en 1972. Il est aujourd'hui utilisé à des fins multiples, abritant l'école de musique, les bureaux de la Chambre d'agriculture, ainsi qu'une salle de réception municipale, mais servant aussi de gîte.

## Architecture

### Fenêtres à meneaux
Dans le parc du château, sont entreposés des fenêtres d'angle à croisée de meneaux datant du XVe siècle. Ces ouvertures présentant des colonnettes et des gables, et proviennent du premier étage d'une ancienne maison Renaissance, aujourd'hui disparu, située à l'angle des rues Antoine-Cambon et de l'Esplanade. Déplacés en 1938 pour assurer leur conservation, elles sont données à la municipalité, qui les offre au château de Calmels. Aujourd'hui, le château étant propriété de la mairie, elles lui appartiennent donc.
Elles sont inscrites au titre des monuments historiques par arrêté du 13 juillet 1927.

### Le château
Le château de Calmels est un édifice de style gothique en T, présentant une maçonnerie enduite. L'angle Sud-Est du logis est flanqué d'une tour, datant du XVIe siècle, anciennement coiffée de créneaux remplacé aujourd'hui par un toit conique. Elle possède d'élégantes ouvertures en arc en accolade. Cette tour est complétée par un pavillon sur deux étages bien plus récent.
La façade Sud du Logis, la principale, comporte cinq travées, ainsi qu'un étage sous combles, avec des chiens-assis. Le second logis, flanquant à l'Ouest l'autre et formant un T, présente des fenêtres à meneaux.

### Domaine
Le parc du château comporte un arboretum avec de nombreux hêtres, noyers communs, pins Weymouth, marronniers d'Inde, mélèzes du Japon, ou séquoïas géants[réf. souhaitée]. La tour-silo de Calmels, située à l'écart du domaine est classée monument historique et sert de salle de réception affiliée au château.

## Galerie

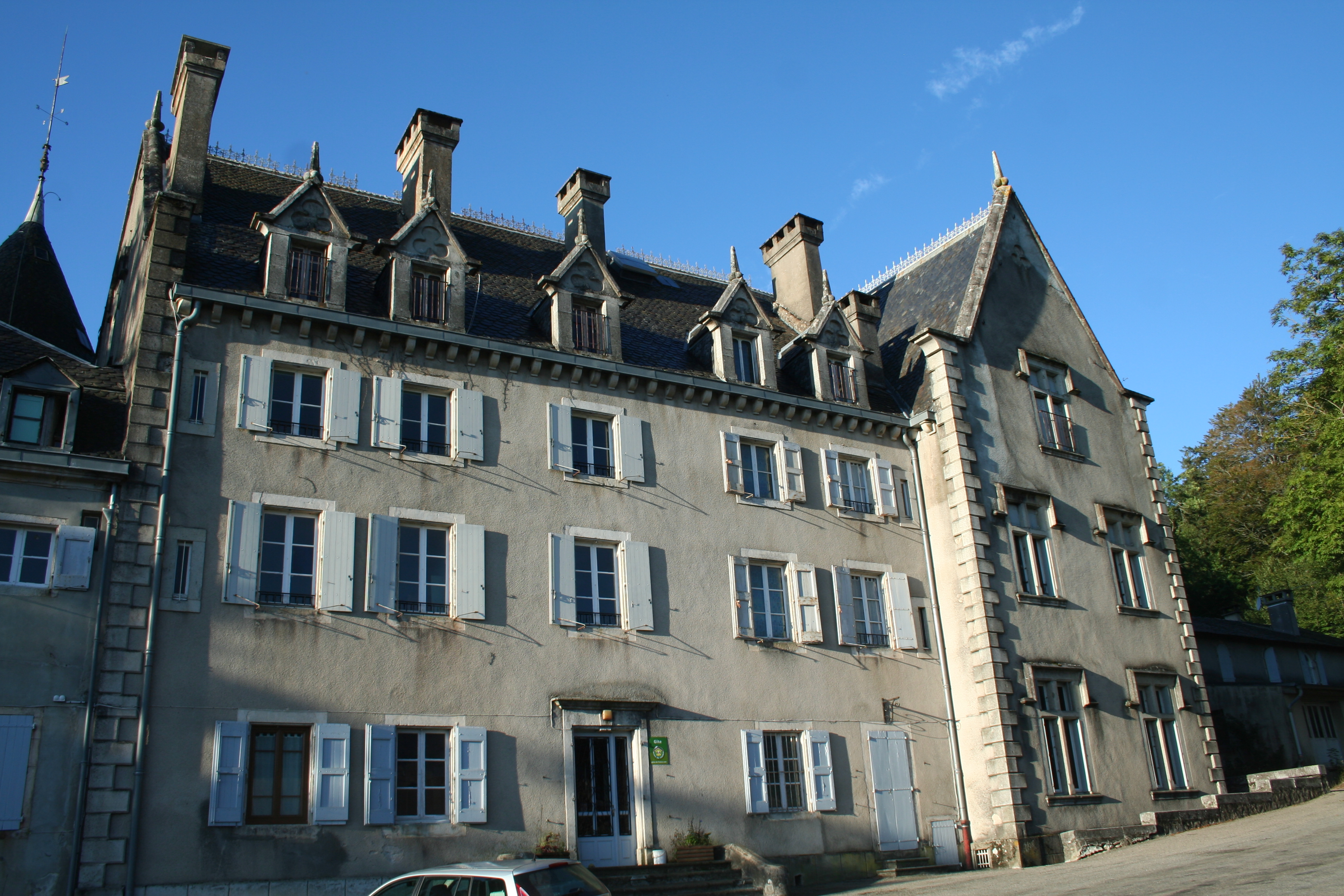
Vue de la façade arrière
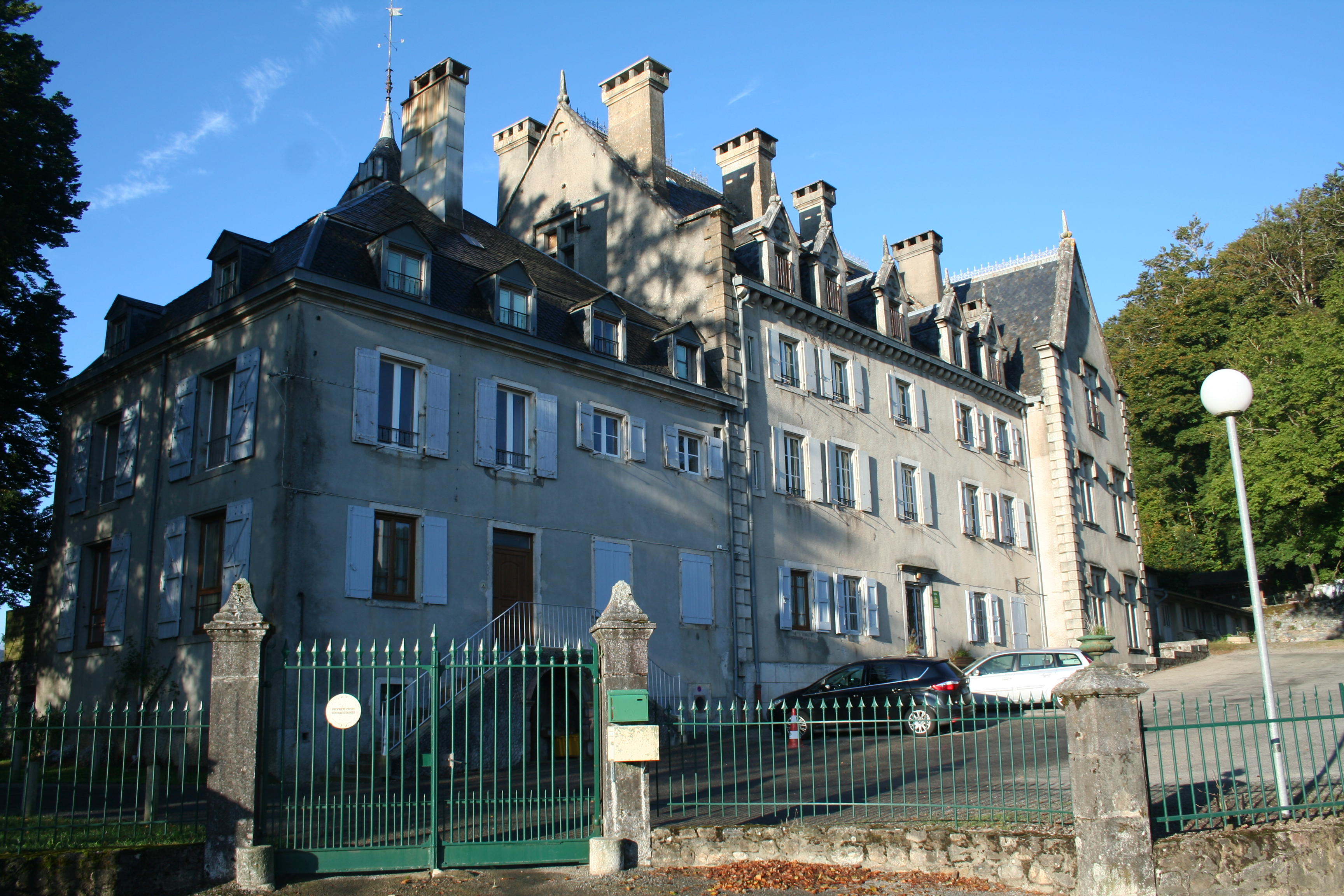
Vue générale de la façade arrière, avec le pavillon récent accolé à gauche
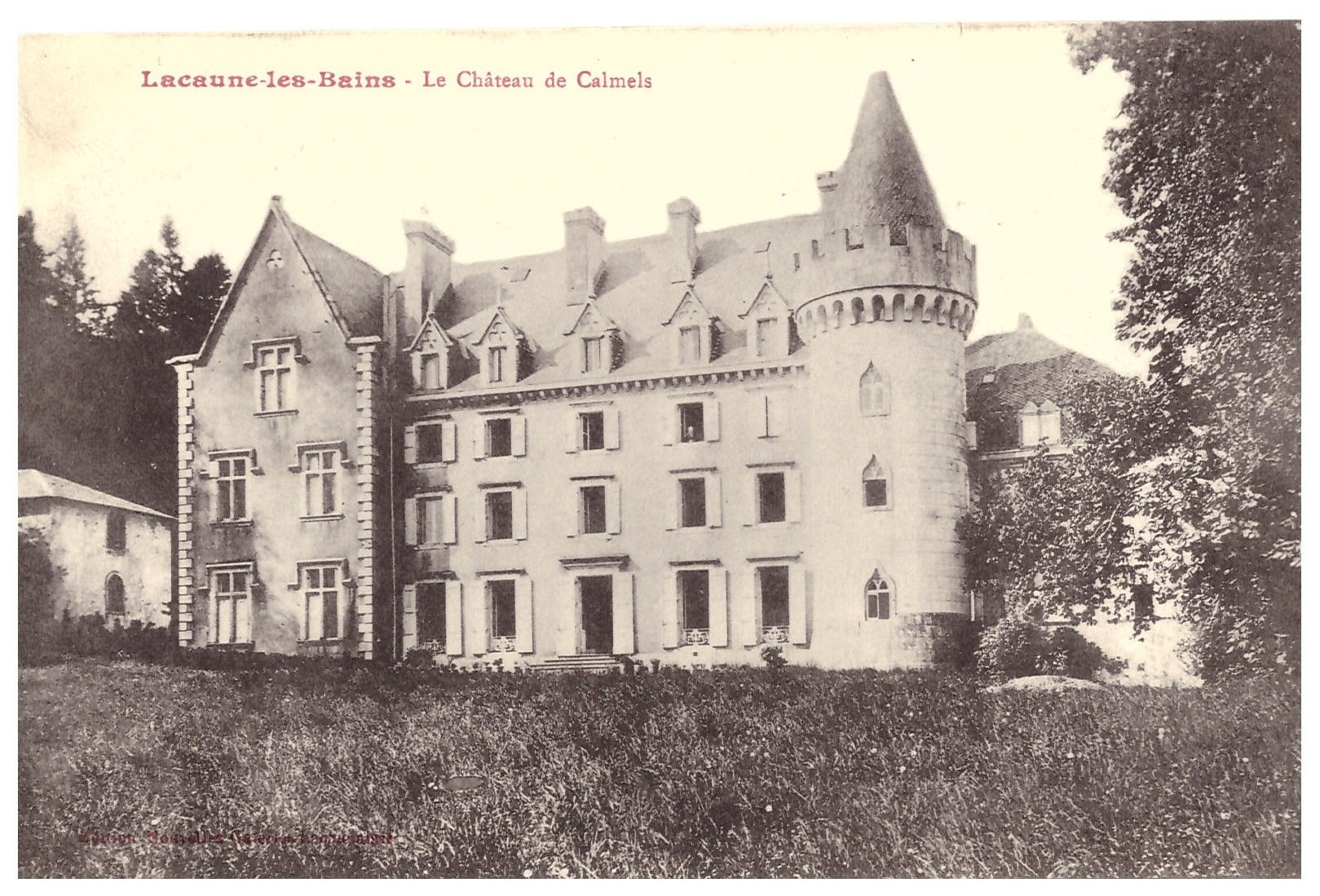
Carte postale du château, la tour présente encore des créneau